# R.V. Jones
Reginald Victor Jones (født 29. september 1911 Herne Hill i London i England, død 17. december 1997) var en engelsk fysiker og videnskabelig militær efterretningsekspert, der spillede en uvurderlig rolle i forsvaret af England under 2. verdenskrig.
Betydningsfulde danske efterretninger under 2. Verdenskrig, der nåede Jones, var Thomas Sneums film af de tyske Freya radar installation på Fanø og Hassager Christiansens fotografier af et V1-missil, der var styrtet ned på Bornholm den 22. august 1943.
R.V. Jones ses til venstre på billedet fra 1993 i infoboksen.